# مارسيلو بيريز مالدونادو
مارسيلو بيريز مالدونادو (بالإسبانية: Marcelo Pérez Maldonado)‏ (24 يونيو 1994 بسانتياغو في تشيلي - ) هو مدرب كرة قدم ولاعب كرة قدم تشيلي في مركز الدفاع. لعب مع نادي أونيفرسيداد كاتوليكا ونادي كوكيمبو أونيدو.

## وصلات خارجية
- مارسيلو بيريز مالدونادو على موقع قاعدة بيانات كرة القدم.إي يو (الإنجليزية)
- مارسيلو بيريز مالدونادو على موقع Soccerway.com (الإنجليزية)